# Shargacucullia prenanthis
Shargacucullia prenanthis là một loài bướm đêm thuộc họ Noctuidae. Loài này có ở tây nam Pháp, qua Anpơ và dãy núi bordering phía đông đến România và Bulgaria. Nó cũng được tìm thấy ở Anatolia và Liban.
Sải cánh dài 37–43 mm. Con trưởng thành bay từ tháng 4 đến tháng 6. Có một lứa một năm.
Ấu trùng ăn các loài Scrophularia, bao gồm Scrophularia nodosa.